# Molophilus kaandha
Molophilus kaandha är en tvåvingeart som beskrevs av Günther Theischinger 1992. Molophilus kaandha ingår i släktet Molophilus och familjen småharkrankar. Inga underarter finns listade i Catalogue of Life.